# Revolución comercial
La revolución comercial fue un periodo de Europa de expansión económica, con el colonialismo y el mercantilismo que duró aproximadamente desde finales del siglo XIII hasta principios del siglo XVIII. Fue sucedido en el siglo XVIII por la Revolución Industrial. Comenzando con las Cruzadas, los europeos descubrieron las especias, sedas y otras materias primas raras en Europa. Este desarrollo creó un nuevo deseo para el comercio, el cual se expandió en la segunda mitad de la Edad Media. La nueva formación de estados europeos, a través de viajes, fueron en busca de rutas alternativas de comercio en los siglos XV y XVI, lo que permitió a las potencias europeas construir grandes y nuevas redes comerciales internacionales. Las naciones también buscaron y encontraron nuevas fuentes de riqueza. La Revolución comercial está marcada por un aumento en el comercio en general, y en el crecimiento de los servicios financieros, como la banca, las compañías de seguros, y la inversión económica.
Esa revolución comercial impuso a los mercaderes la necesidad de conocer las plazas y puntos de comercio, así como las variedades de mercancías, su calidad y durabilidad, además de los pesos, tasas y medidas practicados en los diversos mercados. Tales informaciones comenzaron a ser recopiladas en manuales de mercaderes, vinculados en su mayoría a las grandes compañías de comercio.

## Orígenes del término
El término se refiere al gran desarrollo de las actividades de compra y venta, de las técnicas comerciales, de los servicios, de las ferias, de la oferta de monedas, de las rutas de comercio y de las instituciones urbanas vinculadas al mundo de los negocios en general. 
Fue acuñado por Raymond de Roover en un artículo titulado "La revolución comercial del siglo XIII", publicado en 1942 (The commercial revolution of the 13th century. Bulletin of Business Historical Society, n. 16, p. 34-39, 1942), y ha sido adoptado por varios historiadores, aunque con diferencias en cuanto al período que abarca. Peter Spufford y Jacques Le Goff "La Edad Media y el dinero: ensayo de antropología histórica. Madrid: Akal, 2012" adoptan lo estipulado por Raymond de Roover. Patrick Gilli se refiere al siglo XII "Cidades e sociedades urbanas na Itália medieval: séculos XII-XIV. Campinas: Editora da Unicamp; Belo Horizonte: UFMG, 2011." y Robert S. López lo utiliza para caracterizar el período entre 950 y 1350 "1976). The Commercial Revolution of the Middle Ages. Nueva York: Cambridge University Press. pp. 56–147".

## Datación
La revolución comercial funcionó aproximadamente a partir de finales del siglo XIII hasta el siglo XVIII, con Walt Whitman Rostow que explica que el comienzo fue "arbitrariamente" en 1488, año en el que el primer europeo navegó cerca del cabo de Buena Esperanza. La mayoría de los historiadores, entre ellos académicos como Angeliki Laiou, Robert S. López, Irving W. Raymond, y Peter Spufford indican que hubo una revolución comercial de los siglos XII al XIII, y que comenzó en este punto, en lugar de más tarde.

## Factores de la Revolución comercial

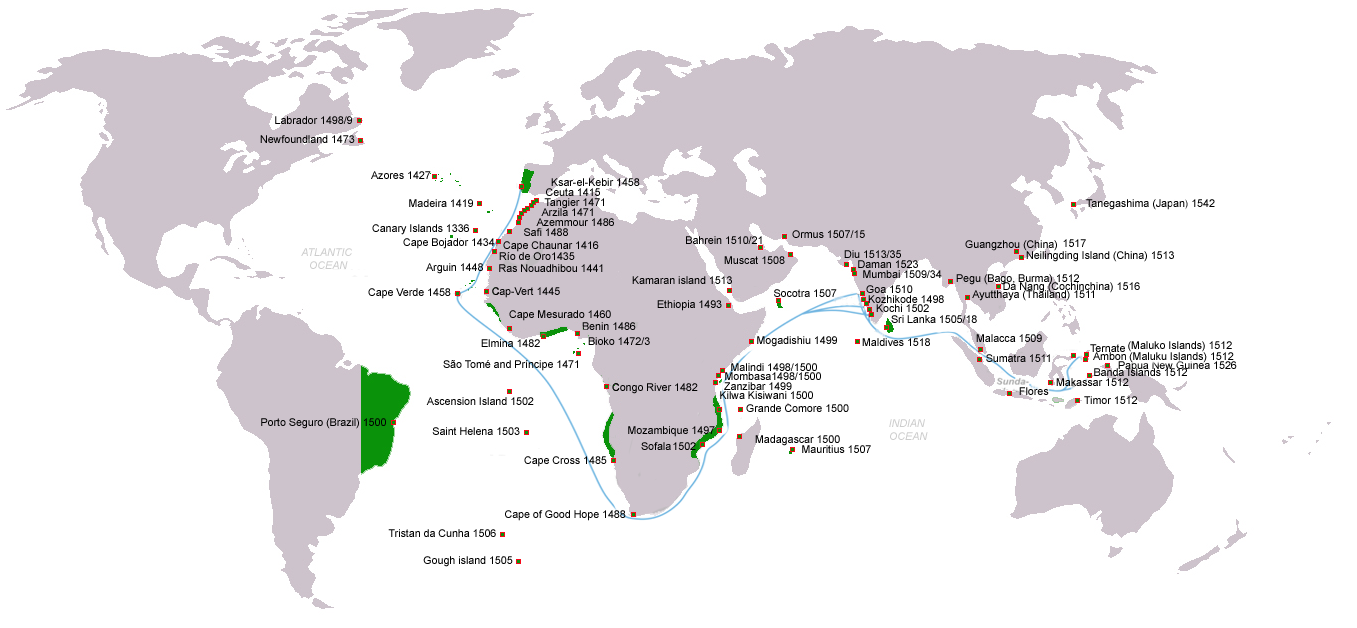
Descubrimientos y exploraciones portuguesas de 1415 a 1543: primeros lugares y fechas de llegada; principales rutas portuguesas de especias en el océano Índico (en azul); territorios del imperio portugués bajo el gobierno del rey Juan III de Portugal (1521-1557) (en verde)

La Revolución comercial comenzó a finales del siglo XII y duró todo el siglo XIII. El deterioro del clima que provocó el final del periodo cálido medieval -o anomalía meteorológica medieval- causó un declive económico a comienzos del siglo XIV - Gran Hambre -. Sin embargo, la expansión demográfica continuó hasta la llegada de la Peste Negra en 1347, cuando cerca del 50% de la población europea murió a causa de la epidemia. Los efectos económicos de una escasez de mano de obra hicieron subir los salarios, mientras que los rendimientos agrícolas volvieron a sostener una población disminuida. A comienzos del siglo XV, la expansión económica asociada con la revolución comercial en siglos anteriores volvió con toda su fuerza, ayudada por mejoras en la navegación y la cartografía.
Los factores geopolíticos, monetarios y tecnológicos impulsaron la Era de los descubrimientos. Durante este período (1450-siglo XVII), el centro económico europeo pasó del Mediterráneo islámico en Europa Occidental - Portugal, España, Francia, Holanda y, en cierta medida, Inglaterra -. Este cambio fue causado por la circunnavegación del África, que abrió el comercio marítimo con el este: después de que el explorador Vasco da Gama de Portugal rodeó el cabo de Buena Esperanza y llegó a Calicut, la India en mayo de 1498, con un nuevo posible camino para el comercio oriental, dando fin al monopolio de los turcos otomanos y sus aliados europeos, las ciudades-estado italianas. La riqueza de las Indias estaba ahora abierta a los europeos; el imperio portugués fue uno de los primeros imperios europeos en hacer crecer el comercio de las especies. Después de esto, Portugal se convirtió en el estado que controló el comercio entre el este y el oeste, seguido más tarde por la ciudad holandesa de Amberes. El comercio marítimo directo entre Europa y China se inició en el siglo XVI, después que los portugueses establecieran el asentamiento de Goa a la India en diciembre de 1510 y luego el de Macao al sur de China en 1557. Como los ingleses llegaron tarde a unirse al comercio transatlántico, su revolución comercial se produjo también más tarde.

### Factores geopolíticos
En 1453, los turcos otomanos se apoderaron de Constantinopla, lo que cortó o aumentó significativamente el coste de las rutas de comercio terrestre hacia el Lejano Oriente, por lo que había que encontrar rutas alternativas. Las leyes inglesas fueron cambiadas para beneficiar la marina de guerra, pero tenían términos de implicaciones comerciales. Estas leyes también contribuyeron a la desaparición de la Liga Hanseática, que comerciaba en el norte de Europa Debido a la Reconquista, los españoles tenían una cultura guerrera para conquistar todavía más gente y lugares, por lo que España estaba perfectamente posicionada para desarrollar su vasto imperio en ultramar. La rivalidad entre las potencias europeas produjo una intensa competencia para la creación de imperios coloniales, y alimentó la prisa por salir de Europa.

### Factores monetarios
La necesidad de monedas de plata también afectó el deseo de ampliar la exploración, ya que la plata y el oro se utilizaban para el comercio en el Oriente Medio y Lejano. Los europeos tenían un déficit constante ya que la plata y la moneda de oro únicamente iban en una dirección: fuera de Europa, gastadas en el tipo de comercio que ahora estaba cortado por los otomanos.
Otra cuestión era que las minas europeas de plata y oro estaban agotadas. Lo que quedaba se encontraba demasiado profundo para recuperarse, ya que el agua hubiera llenado la mina, y la tecnología no estaba suficientemente avanzada como para eliminarla con éxito y poder llegar al mineral.
Un segundo argumento es que el comercio durante el principio de la Revolución comercial no fue debido a los lingotes de oro o plata, sino a causa de una nueva fe en la acuñación de oro. Las ciudades-estado italianas como Génova y Florencia, donde las primeras monedas de oro comenzaron a ser acuñadas en 1252, y reinos como el Reino de Sicilia rutinariamente recibieron oro a través de socios comerciales como Túnez y Senegal. Una moneda nueva, estable y universalmente aceptada, que era compatible con los sistemas de acuñación tradicionales de Europa y atendía la creciente demanda de divisas para facilitar el comercio, hacía aún más lucrativo el comercio con el resto del mundo.

### Factores tecnológicos

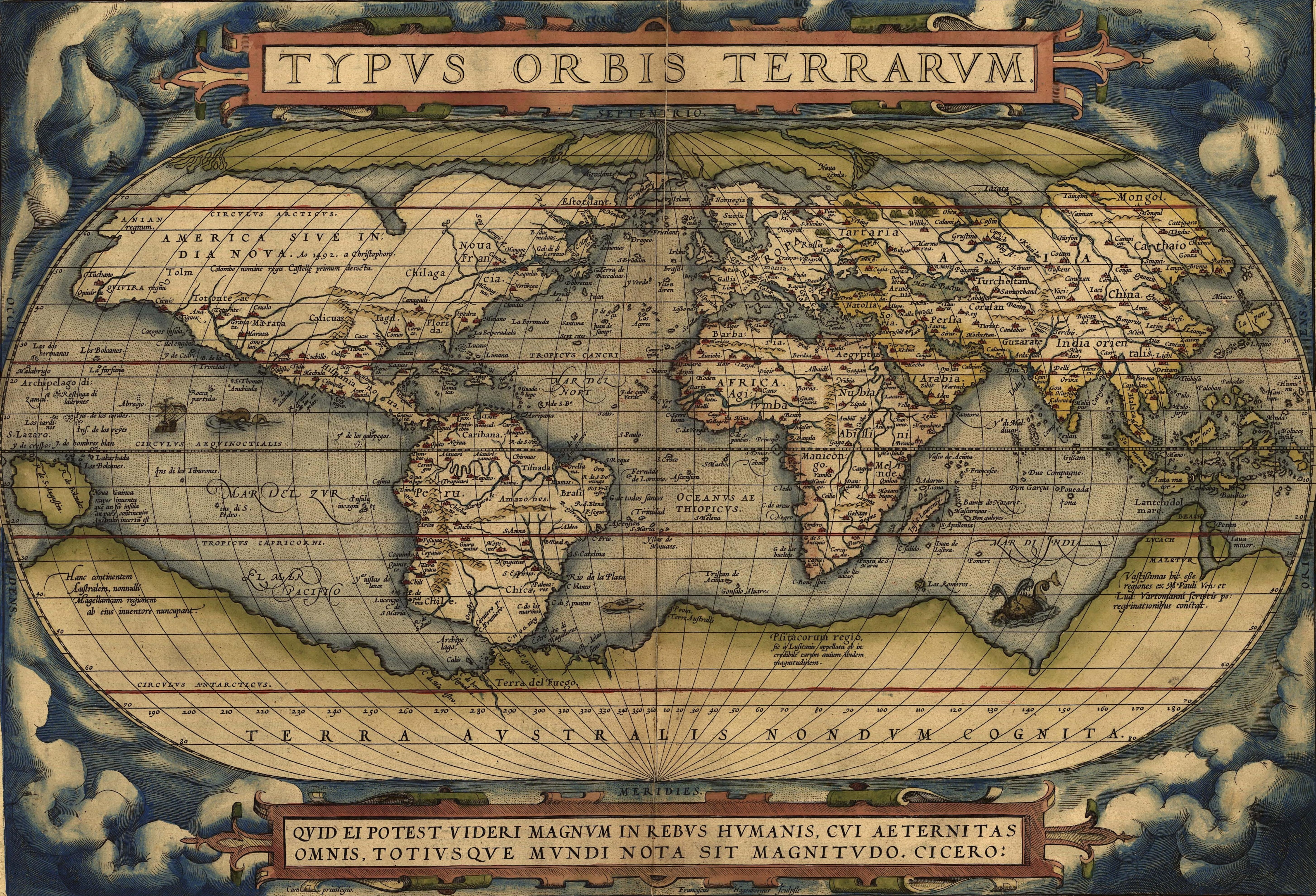
Atlas de Ortelius. El 20 de mayo de 1570 Gilles Coppens de Diest en Amberes publicó 53 mapes creados por Abraham Ortelius bajo el título Theatrum Orbis Terrarum, que está considerado como el «primer atlas moderno». Las ediciones latines, además de ediciones holandesas, francesas y alemanas aparecieron antes de finales de 1572

Entre los siglos XVI y XVIII, los europeos hicieron notables mejoras marítimas. Estas innovaciones les permitieron expandirse en el exterior y establecer colonias, sobre todo durante los siglos XVI y XVII. Desarrollaron nuevas velas para los barcos, la construcción naval basada en esqueleto, la galera occidental a finales del siglo XI, sofisticados instrumentos de navegación y gráficos y mapas detallados. Después de que Isaac Newton publicó Principia, la navegación se transformó, porque los marineros podían predecir el movimiento de la luna y otros objetos celestes utilizando las teorías de Newton del movimiento A partir de 1670, el mundo entero se midió utilizando instrumentos de latitud esencialmente modernos. En1676, el Parlamento británico declaró que la navegación era el problema más grave científico de la época y en 1714 ofreció un importante premio financiero para la solución de la búsqueda de la longitud. Esto estimuló el desarrollo del cronómetro marino, el método de la distancia lunar y la invención del octante después de 1730. A finales del siglo XVIII, los navegantes reemplazaron sus instrumentos anteriores para octantes y sextantes.

### Personas destacadas
Importantes contribuyentes a la exploración europea fueron el príncipe Enrique el Navegante de Portugal, que fue el primero de los europeos en aventurarse en el Océano Atlántico, en 1420. Otros fueron Bartolomeu Días el primero que rodeó el Cabo de Buena Esperanza ; Vasco da Gama, que navegó directamente a la India desde Portugal; Fernando Magallanes, el primero en circunnavegar la Tierra; Cristóbal Colón, que se encontró significativamente con América; Jacques Cartier, que navegó por Francia, buscando el Paso del Noroeste, y otros.

## Características principales
La economía del Imperio Romano se había basado en el dinero, pero después de la caída del Imperio, el dinero se hizo escaso; el poder y la riqueza se convirtieron estrictamente en tierras, y los feudos locales eran autosuficientes. Porque el comercio era peligroso y caro, no había ni muchos comerciantes y por tanto un gran comercio. La escasez de dinero tampoco ayudó; sin embargo, el sistema económico europeo comenzó a cambiar en el siglo XIV, en parte como resultado de la Peste Negra y de las Cruzadas.

### Inflación

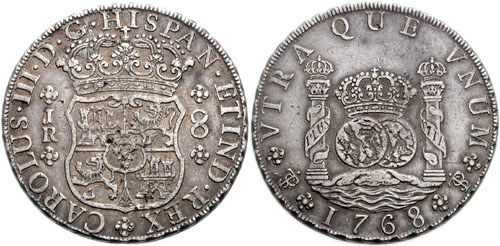
Potosí (Bolivia) plata de 8 reales, Carlos III, 1768

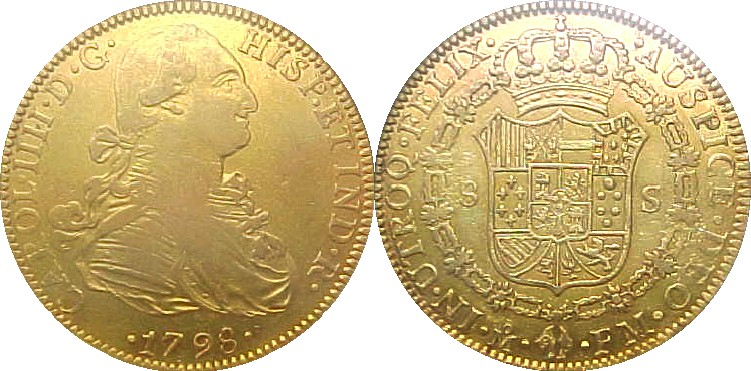
Doblón de oro español con fecha de creación del 1798

España amasó pico aproximadamente 180 toneladas de oro y 8200 toneladas de plata a través del Nuevo Mundo, y otra cantidad desconocida a través del contrabando, gastando ese dinero para financiar guerras y las artes. La plata gastada, que repentinamente se extendió a través de una Europa previamente privada de dinero en efectivo, causó una inflación generalizada. La inflación fue agravada por una población creciente, pero un nivel de producción estática, bajos salarios de los empleados y un aumento en el costo de vida. Este problema, combinado con la subpoblación -causada por la Peste Negra-, afectó el sistema de agricultura. La aristocracia terrateniente sufrió bajo la inflación, ya que dependía de pagar pequeños salarios fijos a los arrendatarios campesinos que podían exigir mayores salarios.
La aristocracia hizo intentos frustrados para contrarrestar esta situación al crear arrendamientos a corto plazo de sus tierras para permitir la revalorización periódica de la renta. El sistema señorío -de señor y arrendatario de campo- finalmente desapareció, y los aristócratas propietarios de tierras se vieron obligados a vender partes de su terreno para mantener su estilo de vida. Estas ventas atrajeron a los ricos  burgueses -de la palabra francesa que se refiere a esta clase dominante, emergida con el comercio-, que quisieron comprar la tierra y aumentar así su estado social. Los antiguos «terrenos comunes» fueron cerrados por la burguesía terrateniente, un proceso conocido como «recinto» que aumentó la eficiencia de la cría de ganado, principalmente lana de oveja para la industria textil. Este «recinto» obligó a los agricultores a salir de las zonas rurales y a entrar en las ciudades, lo que dio lugar a la urbanización y eventualmente a la revolución industrial. Por otra parte, el aumento en la disponibilidad de moneda de plata permitió que el comercio se expandiera de numerosas maneras. La inflación no fue del todo mal.

### Bancos

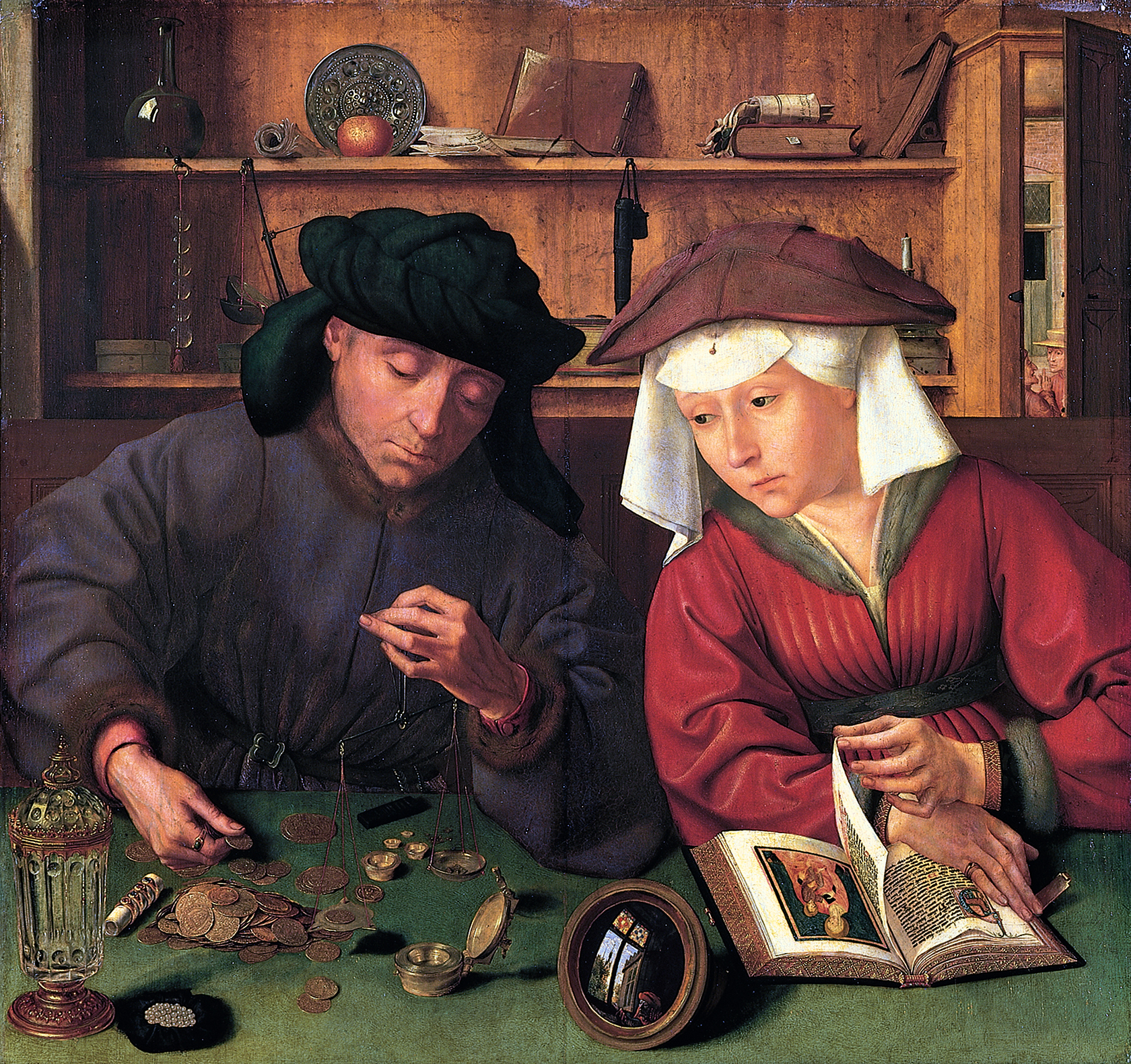
El cambista y su mujer de Quentin Matsys (1514)
Pintura al óleo en el Museo del Louvre, París

Varios desarrollos legales y religiosos a finales de la Edad Media permitieron un sistema bancario moderno a comienzos del siglo XVI. Se permitió cargar el interés, y los beneficios generados por el préstamo de dinero de otras personas.
Los bancos de la península italiana tuvieron grandes dificultades para operar a finales del siglo XIV, por falta de plata y moneda de oro. Sin embargo, a finales del siglo XVI, se disponía de suficiente lingotes, para que mucha más gente pudiera guardar una pequeña cantidad acumulada y utilizarla como capital.
En respuesta a este dinero extra disponible, los intereses bancarios del norte de Europa avanzaron; entre ellos estaba la familia Fugger, originariamente propietarios de minas, pero pronto se involucraron en actividades bancarias, cobrando intereses y realizando otras actividades financieras. Se ocupaban de todos, desde individuos comunes hasta la más alta nobleza. Sus bancos también prestaron a los emperadores y reyes. Esta familia, y otras personas, usaron métodos italianos que superaron la capacidad de la Liga Hanseática para mantenerse al día con los cambios que sucedían en el norte de Europa.]
Amberes tuvo una de las primeras bolsas de dinero en Europa, donde la gente podía cambiar moneda. Tras el Sitio de Amberes (1584-1585), la mayoría de las transacciones comerciales se trasladaron a Ámsterdam. El Banco de Ámsterdam, siguiendo el ejemplo de una sociedad privada de Estocolmo, comenzó a emitir billetes para disminuir la dificultad del comercio, sustituyendo el metal -moneda y lingotes- en los intercambios. En 1609 se fundó la Amsterdamsche Wisselbank (Ámsterdam Exchange Bank), que convirtió Ámsterdam en el centro financiero del mundo hasta la Revolución Industrial. En un notable ejemplo de interacción entre las sociedades anónimas y los bancos, el Banco de Inglaterra, que abrió sus puertas en 1694, fue una sociedad anónima.

### Gestión del riesgo
El comercio en este período era un negocio arriesgado: la guerra, el clima y otras incertidumbres menores impedían que los comerciantes obtuvieran ganancias y, con frecuencia, todo un cargamento desaparecía. Para aligerar este riesgo, los ricos se unieron para compartir el riesgo a través de acciones: las personas serían propietarias de acciones de una empresa, por lo que sí había una pérdida, no sería una pérdida total para el inversor individual en una única transacción.
Otras formas de mitigar el riesgo y el gasto asociado con toda la nueva actividad comercial incluían las compañías de seguros y sociedades anónimas creadas como instituciones formales. La gente había ido compartiendo el riesgo durante cientos de años, pero las formas legales del riesgo eran nuevas y mejores
Aunque las clases dominantes no acostumbraban a ayudar directamente en los esfuerzos comerciales, y los individuos eran desiguales en el mencionado trabajo, gobernantes como Enrique VIII de Inglaterra estableció una Marina real permanente, con la intención de reducir la piratería y proteger la navegación inglesa.

#### Sociedades anónimas y bolsas de valores

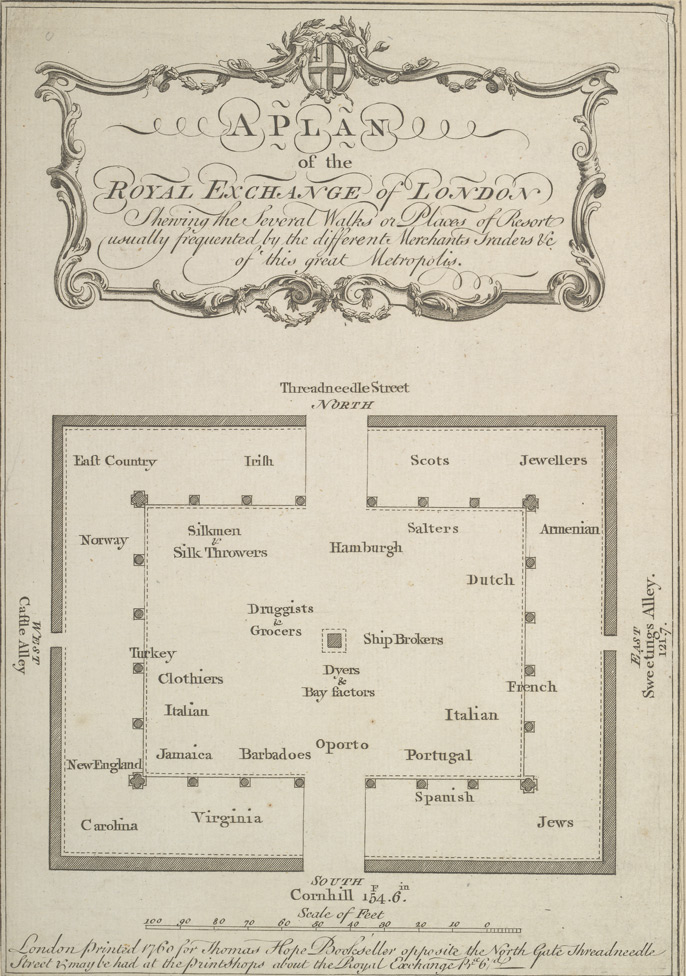
Plano del London Royal Exchange en 1760

Las bolsas se desarrollaron a medida que aumentaba el volumen de las transacciones de valores. El London Royal Exchange establecido en 1565 se desarrolló primero como mercado de valores, aunque en 1801 se había convertido en una bolsa de valores.
El historiador Fernand Braudel sugiere que el Cairo, en el siglo XI, los comerciantes musulmanes y judíos ya habían establecido toda forma de asociación comercial y tenían conocimiento de todos los métodos de crédito y pago, refutando la creencia de que fueron inventados más tarde por italianos. En la Francia del siglo XII los cortesanos de cambio se ocuparon de la gestión y regulación de las deudas de las comunidades agrícolas en nombre de los bancos. Porque estos hombres también negociaban con deudas, podrían ser nombrados los primeros «corredores». A finales del siglo XIII, los comerciantes de mercancías de Brujas se reunieron en la casa de un hombre nombrado Van der Beurse, y en 1309 se convirtió en la «Brujas Beurse» institucionalizado lo que había sido, hasta entonces, una reunión informal. La idea se extendió rápidamente alrededor de Flandes y los condados vecinos y «Beurzen» pronto se abrió a Gante y Ámsterdam.
«A mediados del siglo XIII, los banqueros venecianos comenzaron a comerciar con valores del gobierno, y en 1351 el gobierno veneciano prohibió la difusión de rumores destinados a reducir el precio de los fondos del gobierno». Los banqueros de Pisa, Verona, Génova y Florencia también comenzaron con valores del gobierno durante el siglo XIV. Esta práctica solo era posible, porque estos estados independientes de la ciudad no eran gobernados por un duque sino un consejo de ciudadanos influyentes. Los holandeses iniciaron posteriormente sociedades anónimas, que permitían a los accionistas invertir en negocios y obtener una parte de sus ganancias o pérdidas. El año 1602, La Compañía Holandesa de las Indias Orientales emitió las primeras acciones en la Bolsa de Valores de Ámsterdam. Fue la primera empresa en emitir acciones y bonos».
La Bolsa de Ámsterdam también se dice que fue la primera bolsa en introducir el comercio continuo a comienzos del siglo XVII. Los holandeses fueron «pioneros en la venta en descubierto, el comercio de opciones, los« swaps » de deuda y capital, la banca comercial, los fideicomisos de inversión y otros instrumentos especulativos tal como conocemos.»

#### Compañías de seguros

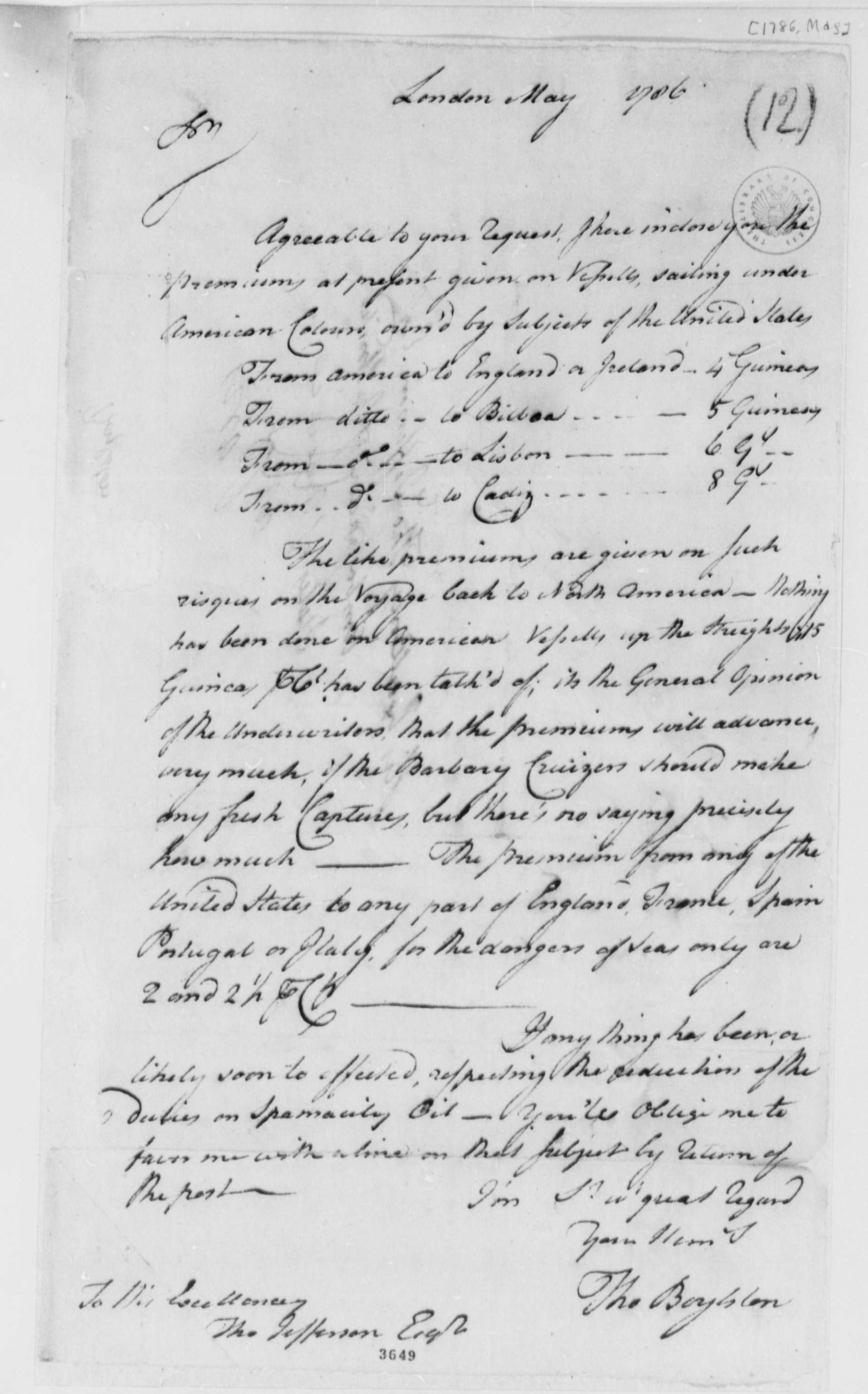
Un ejemplo de contrato de seguro. Documentos como este ayudaron a los comerciantes a sobrevivir a las pérdidas

Las compañías de seguros eran otra forma de mitigar el riesgo. El seguro de una forma u otra ha sido tan antiguo como los documentos. Lo que difirió en cuanto a seguros en los siglos XVI y XVII fue que estos mecanismos informales se formalizaron.
El Lloyds de Londres nació en 1688 en cafeterías inglesas que proveían a marineros, comerciantes y otras personas involucradas en el comercio. Curiosamente, el café de Lloyd publicó un diario, que daba noticias de varias partes del mundo, y ayudaba a los aseguradores en el café, para determinar el riesgo. Esta innovación fue una de todas aquellas que permitieron la categorización del riesgo. Otra innovación fue el uso de catálogos y clasificaciones de barcos. Otras formas de seguro comenzaron a aparecer también. Tras el gran incendio de Londres, Nicholas Barbon comenzó a vender seguros de incendios en 1667.]
Las leyes fueron cambiadas para ocuparse de los seguros, como la «Ordonnance de la Marine» (por Colbert el 1681).

### Teoría económica
A medida que la economía crecía a través de la Revolución comercial, también intentaba hacerse entender e influir. La teoría económica como un sujeto separado surgió cuando las tensiones del nuevo orden mundial consiguieron dos teorías opuestas de cómo una nación acumula riqueza: las políticas mercantiles y de libre comercio.
El mercantilismo inflamó las crecientes hostilidades entre las potencias europeas cada vez más centralizadas, ya que la acumulación de metales preciosos por parte de los gobiernos se consideraba importante para el prestigio y el poder de una nación moderna. Esta participación en la acumulación de oro y plata -entre otras cosas- se hizo importante en el desarrollo del estado-nación.

#### Mercantilismo

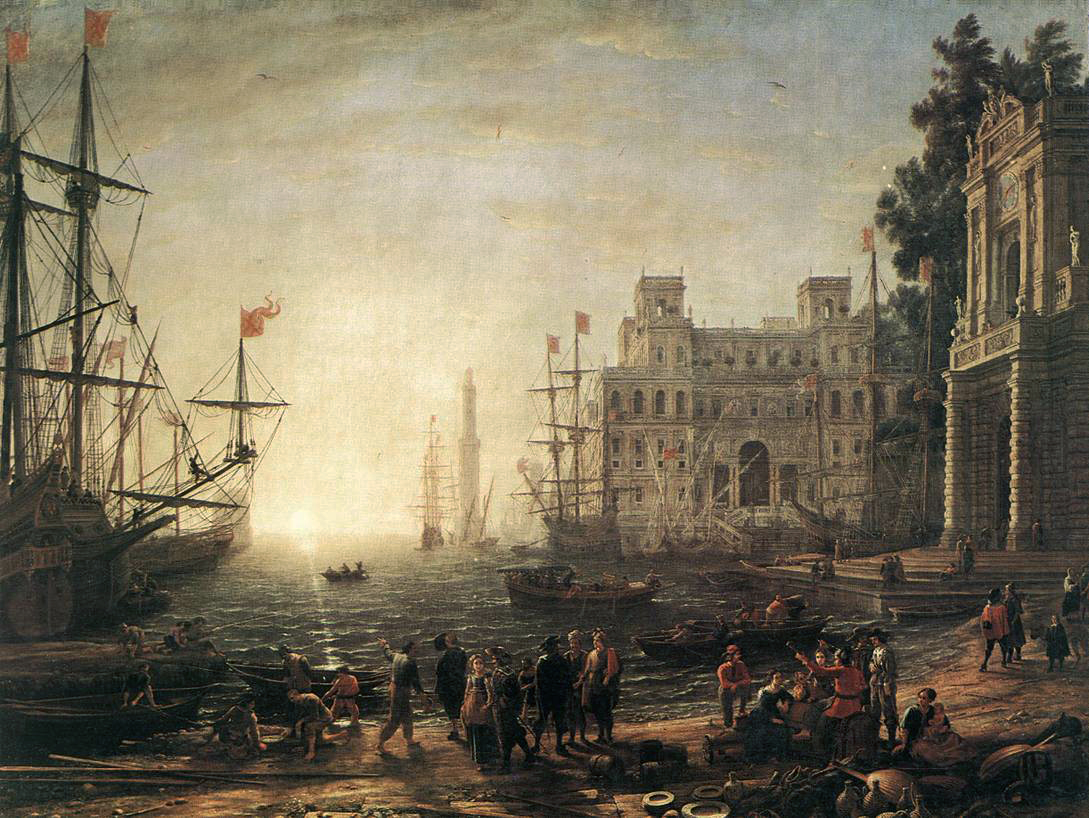
Pintura de Le Lorrain que representa un puerto de mar francés del año 1638, en el auge del mercantilismo

El mercantilismo es una política económica que enfatiza el objetivo de cada nación en ganar tanto dinero como sea posible por cualquier medio. La creencia era que cuanto más rica era la nación, más poderosa era. Detrás de esta idea estaba la consecuencia del sistema gremial, ya que los gremios eran empresas monopolistas: regulaban el comercio dentro de las ciudades controlando la creación de bienes, regulándose a través de su sistema de aprendizaje, manteniendo los comerciantes fuera de la venta de mercancías en la ciudad y forzando a los extranjeros a pagar peajes y otros tipos de impuestos por el privilegio de hacer negocios en esa ciudad. Se aprobaron leyes para hacer cumplir este concepto, como las Actas de navegación inglesas.

## Colonialismo
El mercantilismo fue un importante impulsor del colonialismo, ya que, según la teoría, la colonia existía a favor de la madre patria. Esta suposición significaba que en las colonias se les prohibía participar en su propio comercio independiente y, por tanto, competir con la madre patria. Se establecieron colonias para proveer clientes, materias primas y oportunidades de inversión. Otros objetivos importantes del colonialismo eran las consideraciones políticas europeas y el fervor religioso. La administración de las colonias establecidas por los europeos reflejó parcialmente en la madre patria. El sistema español de pedido de trabajo forzoso en la América Latina y Filipinas fue una extensión del sistema feudal español, con la concesión del territorio como parte de una extensión real del poder. Tras la adquisición española de Filipinas, el ritmo de intercambio entre China y Occidente se aceleró dramáticamente. Los galeones de Manila llevaron mucha más plata a China que la Ruta de la Seda. El gobierno Qing intentó limitar el contacto con el mundo exterior al mínimo. Qing solo permitió el comercio a través del puerto de Cantón, lo que ahora es Guangzhou. Se establecieron burocracias severas y monopolios con licencia para restringir el flujo del comercio, lo que resultó con altos precios al por menor para los bienes importados y una demanda limitada.
Los ingleses, por su parte, utilizaron la Compañía Británica de las Indias Orientales como agente de la corona, que se esperaba que gobernara y protegiera al pueblo y al comercio en la colonia. Los ingleses también desarrollaron un imperio comercial en América del Norte, la India y Australia, con la intención de creación de colonias para obtener ganancias.
Como resultado de la alta demanda de té, seda y porcelana en Gran Bretaña y la baja demanda de productos básicos británicos en China, Gran Bretaña tuvo un gran déficit comercial con China y tuvo que pagar estos bienes con plata. Gran Bretaña comenzó a exportar ilegalmente opio a China desde la India británica en el siglo XVIII para contrarrestar su déficit. El comercio del opio despegó rápidamente y el flujo de la plata comenzó a revertirse. El emperador de Yongzheng prohibió la venta y el fumar opio en 1729 debido a la gran cantidad de adictos.
Los franceses siguieron a los ingleses en el Nuevo Mundo y se establecieron en Quebec el año 1608. No poblaron Norteamérica tanto como lo hicieron los ingleses, ya que no permitieron que los hugonotes viajaran al Nuevo Mundo. Además, las pesadas regulaciones gubernamentales sobre el comercio en Francia desalentaron su asentamiento.
El imperio portugués creó bases de comercio en América del Sur, África, la India y el Sudeste asiático.

### Monopolios comerciales
Los gobiernos se involucraron directamente en el comercio mediante la concesión de monopolios comerciales reales. Por ejemplo, la reina Isabel I de Inglaterra había concedido a Walter Raleigh un monopolio comercial para la exportación de tela y vino. Irónicamente, la competencia entre las potencias coloniales condujo a la concesión de monopolios comerciales a las Compañías de las Indias Orientales.

### Comercio triangular
Un comercio triangular sucedió en este periodo: entre África, América del Norte e Inglaterra; funcionó de la siguiente manera: los esclavos vinieron de África, y fueron a América; Las materias primas procedían de América y se dirigían a Europa; de allí, los productos manufacturados en Europa fueron vendidos nuevamente a América a un precio mucho más alto.
Debido a la muerte masiva de los indígenas, se estableció el comercio atlántico de esclavos para importar la mano de obra necesaria para la extracción de recursos, como el oro y la plata y trabajar la agricultura.

## Ley
Las leyes comenzaron a cambiar para hacer frente al comercio, tanto a nivel internacional como local dentro de cada país.
En Francia, por ejemplo, la Ordinance of Marine de Luis XIV fue publicada bajo los auspicios de Colbert en 1691, y fue el primer código completo de derecho marítimo y comercial; «…y cuando consideramos la originalidad y extensión del diseño y la habilidad con la que se ejecuta, no vacilaremos en admitir que merece ser clasificada entre las obras más nobles que el genio legislativo y el aprendizaje han conseguido».

## Efectos
La Revolución Comercial, junto con otros cambios en el principio del período moderno, tuvo efectos dramáticos en la Tierra. Cristóbal Colón y los conquistadores, a través de sus viajes, fueron indirectamente responsables del despoblamiento masivo de América del Sur. Otros europeos también afectaron los pueblos de América del Norte.
Una consecuencia igualmente importante de la Revolución comercial fue el intercambio colombino. Las plantas y los animales se movieron por todo el mundo debido a los movimientos humanos. Por ejemplo, la fiebre amarilla, previamente desconocida en América del Norte y del Sur, fue importada a través del agua que suministraron a las naves en África. El cacao, el café, el maíz, la yuca y las patatas se trasladaron de un hemisferio al otro.
Durante más de 2000 años, el Mediterráneo fue el centro del comercio europeo con otras partes del mundo. Después de 1492, este enfoque se desplazó al Océano Atlántico por rutas hacia el sur cerca del Cabo de Buena Esperanza, y por el comercio transatlántico. Otro cambio importante fue el aumento de la población. Mejor comida y más riqueza permitió a las familias ser más numerosas. La migración de los pueblos de Europa a América permitió que las poblaciones europeas también aumentaran. Y por lo tanto, el crecimiento de la población proporcionó la fuerza de trabajo en la expansión necesaria para la industrialización. Otro resultado importante de la revolución comercial europea fue el cimiento de la riqueza necesaria para la revolución industrial.